# 何宗谦
何宗谦（1902年—1988年），湖北汉川人，中国工商业者、政治人物，中国民主建国会中央委员会常务委员，河北省政协原副主席，天津市政协原副主席。